# Kalliopi Kountouri
Kalliopi Kountouri (griechisch Καλλιόπη Κουντούρη; * 7. Juli 1997 in Nikosia) ist eine zyprische Leichtathletin, die sich auf den Sprint spezialisiert hat.

## Sportliche Laufbahn
Erste internationale Erfahrungen sammelte Kalliopi Kountouri im Jahr 2013, als sie bei den Spielen der kleinen Staaten von Europa (GSSE) in Luxemburg in 56,46 s die Bronzemedaille im 400-Meter-Lauf hinter der Isländerin Þórdís Eva Steinsdóttir und Janet Richard aus Malta gewann. Zudem gewann sie mit der zyprischen 4-mal-400-Meter-Staffel in 3:48,31 min die Silbermedaille hinter dem isländischen Team. Anschließend belegte sie beim Europäischen Olympischen Jugendfestival (EYOF) in Utrecht in 55,69 s den fünften Platz über 400 Meter. 2015 wurde sie bei den Balkan-Juniorenmeisterschaften in Pitești in 24,99 s Zweite im B-Lauf über 200 Meter und gewann über 400 Meter in 55,70 s die Silbermedaille. Anschließend schied sie bei den Junioreneuropameisterschaften in Eskilstuna mit 56,62 s in der ersten Runde aus. Zudem begann sie im selben Jahr ein Studium an der Miami University in den Vereinigten Staaten. Im Jahr darauf kam sie bei den U20-Weltmeisterschaften in Bydgoszcz mit 59,11 s nicht über den Vorlauf über 400 Meter hinaus und 2017 gewann sie bei den GSSE in Serravalle in 57,06 s erneut die Bronzemedaille über 400 Meter hinter ihrer Landsfrau Christiana Katsari und Guðbjörg Jóna Bjarnadóttir aus Island. Zudem gewann sie mit der Staffel in 3:48,63 min erneut die Silbermedaille hinter Island. Im Jahr darauf schied sie bei den Mittelmeerspielen in Tarragona mit 55,02 s im Vorlauf über 400 Meter aus und 2019 gelangte sie bei den Europaspielen in Minsk mit der Mixed-Staffel über 4-mal 400 Meter mit 3:32,61 min auf Rang 24. Anschließend schied sie bei den U23-Europameisterschaften in Gävle mit 55,44 s in der Vorrunde über 400 Meter aus. 2023 gewann sie bei den Spielen der kleinen Staaten von Europa in Marsa in 55,29 s die Silbermedaille hinter der Malteserin Janet Richard und siegte mit der Frauenstaffel in 3:44,31 min. Anschließend wurde sie bei der 2. Liga der Team-Europameisterschaft im Rahmen der Europaspiele in Chorzów in 54,13 s Dritte im B-Lauf über 400 Meter und gelangte mit der Mixed-Staffel mit 3:26,00 min auf Rang fünf im B-Lauf. Daraufhin belegte sie bei den Balkan-Meisterschaften in Kraljevo in 54,14 s den sechsten Platz. Im Jahr darauf belegte sie bei den Balkan-Hallenmeisterschaften in Istanbul in 55,71 s den vierten Platz. Ende Mai gelangte sie bei den Freiluft-Balkan-Meisterschaften in Izmir mit 55,04 s auf den elften Platz. 2025 siegte sie bei den [[]] in Andorra la Vella in 52,67 s über 400 Meter sowie auch in der Mixed-Staffel und mit der Frauenstaffel über 4-mal 400 Meter. Daraufhin vertrat sie Zypern bei der 2. Liga der Team-Europameisterschaft in Maribor über 400 Meter und in der Mixed-Staffel, ehe sie bei den Balkan-Meisterschaften in Volos in 53,41 s den vierten Platz belegte. 
In den Jahren 2011 und 2020 sowie von 2022 bis 2025 wurde Kountouri zyprische Meisterin im 400-Meter-Lauf sowie 2020 und 2021 über 800 Meter.

## Persönliche Bestleistungen
- 200 Meter: 24,51 s (+1,8 m/s), 2. Juni 2024 in Nikosia
- 400 Meter: 52,58 s, 28. Juni 2025 in Maribor
  - 400 Meter (Halle): 55,55 s, 17. Februar 2024 in Piräus
- 800 Meter: 2:09,86 min, 19. Juni 2021 in Limassol